# Zespół pałacowo-parkowy w Tychach

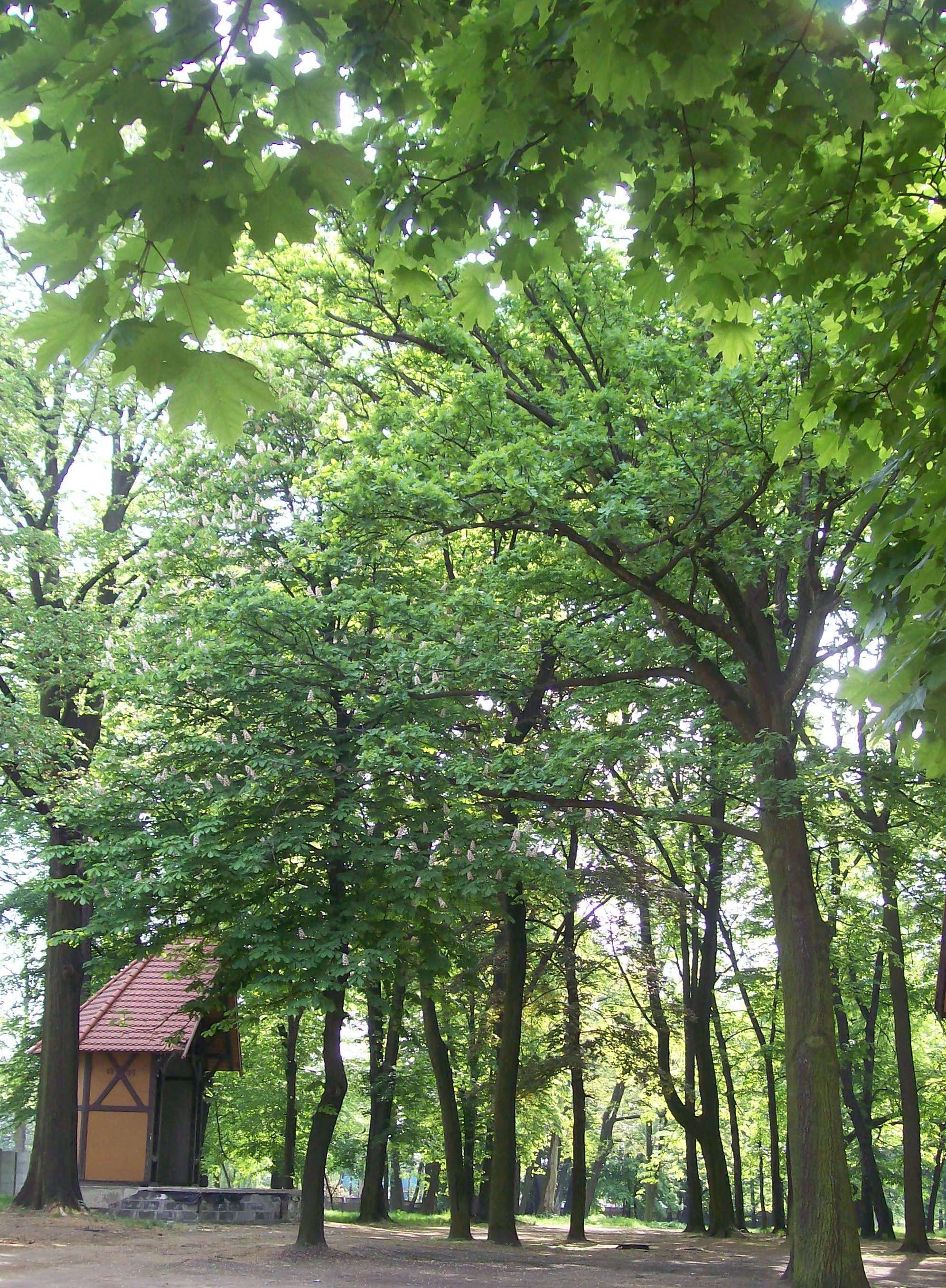
Park i muszla koncertowa

Zespół pałacowo-parkowy – zabytkowy pałac w stylu barokowym wraz z Parkiem Browarnianym mieszczący się w Tychach, przy ul. Katowickiej 2. Sąsiaduje z zabudowaniami Browaru Książęcego.

## Historia
Pałac w Tychach został wzniesiony w 1685 roku jako dwór myśliwski książąt pszczyńskich z rodu Promnitzów. W latach 1766–1782 książę pszczyński Friedrich Erdmann von Anhalt-Köthen-Pleß zlecił jego rozbudowę, która nadała obiektowi formę rezydencji pałacowej.
Po wybudowaniu pałacu myśliwskiego w Promnicach funkcje pałacu w Tychach zmalały i został on przekazany na potrzeby urzędu leśnego. W XIX wieku Hochbergowie ufundowali wokół obiektu Park Browarniany, który zyskał funkcję kulturalną i rekreacyjną.
W czasach komunistycznych w budynku pałacu funkcjonowało przedszkole, później dom kultury.
W wyniku przeprowadzonego przetargu w dniu 27 września 2004 na zagospodarowanie nieruchomości, dzierżawcą zostało przedsiębiorstwo Browary Restauracje Spiż, które zamierzało urządzić w nim restaurację i hotel wraz z produkcją piwa. Dzierżawca 22 stycznia 2007 uzyskał decyzję, która ustalała warunki zabudowy. Pałac w grudniu 2007 przestał należeć do przedsiębiorstwa Browary Restauracje Spiż.
24 lutego 2009 został ogłoszony przetarg na sprzedaż zespołu pałacowo-parkowego. 8 maja 2009 właścicielem nieruchomości stała się tyska firma Synergia.

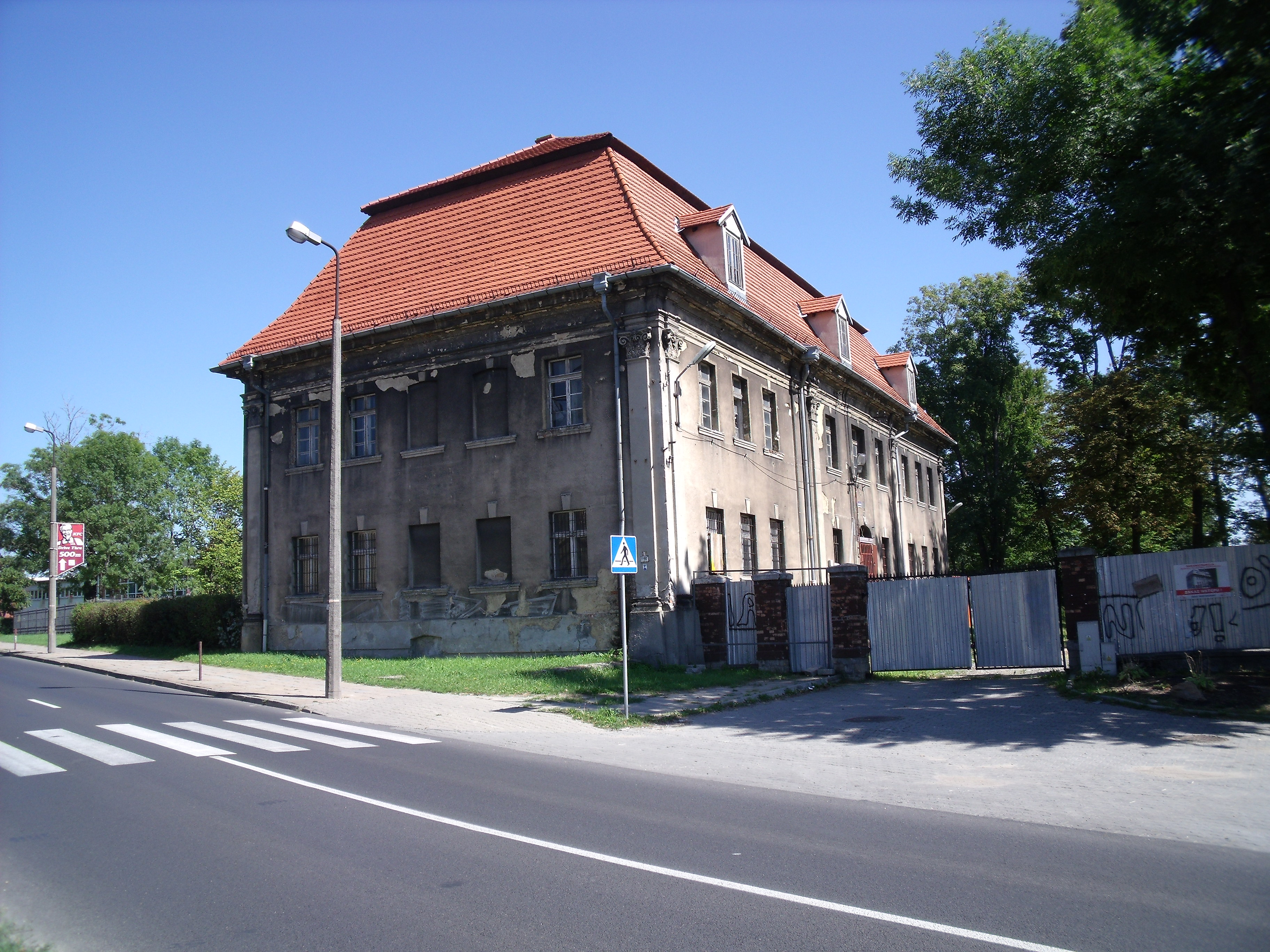
Pałac przed remontem w 2012 roku